# Shalbatana Vallis
Shalbatana Vallis ist ein 1029 km langes Ausflusstal auf dem Mars. Das Vallis (lateinisch für Tal) wurde 1973 nach dem akkadischen Wort für „Mars“ benannt.

## Beschreibung
Shalbatana Vallis befindet sich in der Hochlandregion Xanthe Terra, innerhalb des Oxia-Palus-Gradfelds. Sein Anfang liegt in einer Zone chaotischen Terrains, bei 0° Breite und 46° westlicher Länge – im Innern des 116 km breiten Kraters Orson Welles –, und endet in der Tiefebene Chryse Planitia. Es ist das westlichste von den südlich in die Chryse-Ebene mündenden Ausflusstälern. Das Tal enthält den ersten Beweis für die Existenz einer Küstenlinie auf dem Mars; sie war Teil eines ehemaligen Sees, der eine Fläche von 210 km² und eine Tiefe von 460 m besaß. In einer Studie wurde auf Basis der HiRISE-Aufnahmen festgestellt, dass das strömende Wasser einen 48 km langen Canyon in das ausgewaschene Tal eingeschnitten hat, dabei Sedimente ablegte und ein Flussdelta formte. Sowohl das Delta als auch die restliche Umgebung wird als Beweis für einen lange existierenden See angenommen, der während einer warmen und sehr feuchten Periode des Mars entstand.